# Margarita Fullana
Margarita Fullana Riera (* 9. April 1972 in Sant Llorenç des Cardassar als Margarita Fullana) ist eine spanische Radsportlerin, dreifache Mountainbike-Weltmeisterin und zweifache Europameisterin Cross-Duathlon (2015, 2016).

## Werdegang

### Radsport-Laufbahn
Seit Ende der 1980er Jahre gehört Margarita zu den stärksten spanischen Radsportlerinnen und ist auf der Straße, dem Mountainbike und im Querfeldein-Rennen erfolgreich. 
Schon als Juniorin errang sie bei spanischen Straßenmeisterschaften Podiumsplätze. 1993 wurde sie spanische Vize-Meisterin im Straßenrennen der Frauen und 1999 spanische Meisterin.
Dreimal ging Margarita Fullana im Cross Country bei Olympischen Spielen an den Start; 2000 in Sydney errang sie die Bronzemedaille. 1997 wurde Fullana Dritte bei den Mountainbike-Weltmeisterschaften im Cross Country. 1999, 2000 und 2008 errang sie den WM-Titel.
1998, 1999, 2003 und 2005 wurde sie jeweils Dritte der Europameisterschaft. 2002 belegte sie den zweiten Platz beim Mountainbike-Weltcup. 2009 wurde sie zudem spanische Vize-Meisterin im Querfeldein-Rennen, 2013 spanische Meisterin im Cross Country.

### Dopingsperre 2010
Im August 2010 wurde die 38-Jährige bei einer Trainingskontrolle positiv auf Doping mit Epo getestet und bis Ende September 2012 für zwei Jahre gesperrt.

### Comeback nach der Sperre 2013 im Duathlon
2013 startete sie bei der Staatsmeisterschaft im Duathlon und wurde Neunte. 
Im Oktober 2015 wurde Margarita Fullana in Rumänien Europameisterin Cross-Duathlon und sie konnte diesen Erfolg 2016 wiederholen. Ihr Spitzname ist „Marga“.

## Sportliche Erfolge
| Datum/Jahr    | Rang | Wettbewerb                            | Austragungsort | Zeit        | Bemerkung                            |
| ------------- | ---- | ------------------------------------- | -------------- | ----------- | ------------------------------------ |
| 22. Juni 2008 | 1    | Mountainbike-Weltmeisterschaften 2008 | Val di Sole    | 01:39:01    | Weltmeisterin Cross Country; 29,1 km |
| Mai 2008      |      | Olympische Sommerspiele 2008          | Peking         |             |                                      |
| 27. Aug. 2006 | 5    | Mountainbike-Weltmeisterschaften 2006 | Rotorua        | 02:03:00    | 29,7 km Cross Country                |
| 2004          |      | Olympische Sommerspiele 2004          | Athen          |             |                                      |
| 9. Sep. 2000  | 3    | Olympische Sommerspiele 2000          | Sydney         | 01:49:57,39 |                                      |
| Juni 2000     | 1    | Mountainbike-Weltmeisterschaften 2000 | Sierra Nevada  | 02:07:42    | Weltmeisterin Cross Country; 33,5 km |
| Sep. 1999     | 1    | Mountainbike-Weltmeisterschaften 1999 | Åre            | 02:31:59    | Weltmeisterin Cross Country          |

| Datum/Jahr | Rang | Wettbewerb | Austragungsort | Zeit | Bemerkung                                            |
| ---------- | ---- | ---------- | -------------- | ---- | ---------------------------------------------------- |
| 1999       | 1    |            | Spanien        |      | spanische Meisterin im Straßenrennen der Frauen      |
| 1993       | 2    |            | Spanien        |      | spanische Vize-Meisterin im Straßenrennen der Frauen |

| Datum/Jahr    | Rang | Wettbewerb                                | Austragungsort  | Zeit     | Bemerkung                          |
| ------------- | ---- | ----------------------------------------- | --------------- | -------- | ---------------------------------- |
| 28. Juli 2017 | 6    | ETU Cross-Duathlon European Championships | Târgu Mureș     | 01:56:47 | Europameisterschaft Cross-Duathlon |
| 24. Apr. 2016 | 1    | ETU Cross-Duathlon European Championships | Târgu Mureș     | 02:33:43 | Europameisterin Cross-Duathlon     |
| 10. Okt. 2015 | 1    | ETU Cross-Duathlon European Championships | Castro Urdiales | 01:53:11 | Europameisterin Cross-Duathlon     |

| Datum/Jahr    | Rang | Wettbewerb                          | Austragungsort | Zeit     | Bemerkung                    |
| ------------- | ---- | ----------------------------------- | -------------- | -------- | ---------------------------- |
| 27. Apr. 2013 | 9    | ESP Duathlon National Championships | Pontevedra     | 02:16:58 | Staatsmeisterschaft Duathlon |